# Wojciech Tolibowski
Wojciech Tolibowski herbu Nałęcz (ur. 1607, zm. 22 lipca 1663) – polski duchowny katolicki, biskup poznański.
Zrodzony z ojca Andrzeja, starosty bobrowickiego, i matki Piwówny, herbu Prawdzic.
Był przyjacielem Mikołaja Łęczyckiego. Wstąpił do zakonu norbertanów, nosił godność kanonika włocławskiego, deputat kapituły włocławskiej na Trybunał Główny Koronny w 1629, 1633, 1638 roku. Był proboszczem w Płocku, a od 2 maja 1644 biskupem pomocniczym płockim (ze stolicą tytularną Lacedaemonia). W 1655 przeszedł na biskupstwo poznańskie, zwolnione przez przeniesienie Kazimierza Czartoryskiego do diecezji kujawsko-pomorskiej.
Kasper Niesiecki wspomina biskupa:
Przez czas biskupiej swej godności, dwa tysiące różnych osób na kapłaństwo ordynował, półtorasta kościołów poświęcił, tysiąc kielichów, pięć set ołtarzy, trzysta dzwonów, z tego poznać jak to był pracowity biskup.
Pochowany w katedrze śś. Apostołów Piotra i Pawła w Poznaniu.